# サンドマン 序曲
『サンドマン 序曲』（サンドマン じょきょく、原題: The Sandman: Overture）はニール・ゲイマン原作、J・H・ウィリアムズIII作画によるコミック作品。米国コミックに大きな影響を残している『サンドマン』(The Sandman、1988-1993年）の前日譚であり、正シリーズで漠然と語られていた主人公ドリームの冒険行が題材になっている。2013年から2015年にかけてDCコミックスのヴァーティゴレーベルから全6号のコミックブックシリーズとして刊行され、完結とともに単行本化された。2016年にSFのヒューゴー賞を受賞。2023年4月に日本語版が刊行された。

## あらすじ
オリジナルシリーズ第1号において、主人公のドリームは人間の魔術師によって虜にされた。神のような存在であるはずのドリームが人間の手に落ちたのは、直前に起きた出来事のせいで疲労困憊していたためだとされていた。本作ではそのいきさつが語られる。
地球から遠く離れた惑星において、マルチバースに遍在するドリームの無数の側面の一つが突然消滅させられる。異常な事態に際して、ドリームの別側面たちは一堂に会して思案する。原因はドリーム自身の行いにあったことが明らかになる。はるか昔に「夢の渦」と呼ばれる災害が発生したとき、ドリームは渦を宿した人物を殺すのを避けた。そのため渦の狂気が癌のように拡大し、星々の精神を蝕んでいるのだった。
責任感に駆られたドリームは、猫の姿を持つ自身の別側面を道連れにして旅立ち、途中で「希望」という名の少女を保護する。父なる「時間」や母なる「夜」を訪れて助力を求めるドリームだったが、それら原初の存在は宇宙の存亡に関心を持たず、家族の情に訴えようとしても過去のしがらみがそれを妨げる。同じエンドレスの兄弟姉妹もまた、それぞれの存在意義を超えた行動を取ることはない。「希望」と猫だけを道連れに星々が住む都市にたどり着いたドリームは、狂った星を倒そうとするが打ち負かされ、「希望」は殺される。形而上界の混乱により、宇宙規模の終末戦争が勃発し、すべてを死滅させる。
ドリームが打ちひしがれている間に、猫は崩壊した世界からわずかな数の生命を救い出して夢の帆船に集めていた。そこには死者の代表として「希望」もいた。「希望」はドリームに懇願されてその代弁者となり、あるべき世界を心に望むよう周囲に呼び掛ける。1000人の生存者たちはドリームが撒く砂によって眠りにつき、夢を見る。ドリームはその夢を用いて宇宙そのものを一から織り上げ、世界の調和を取り戻す。

## 登場人物

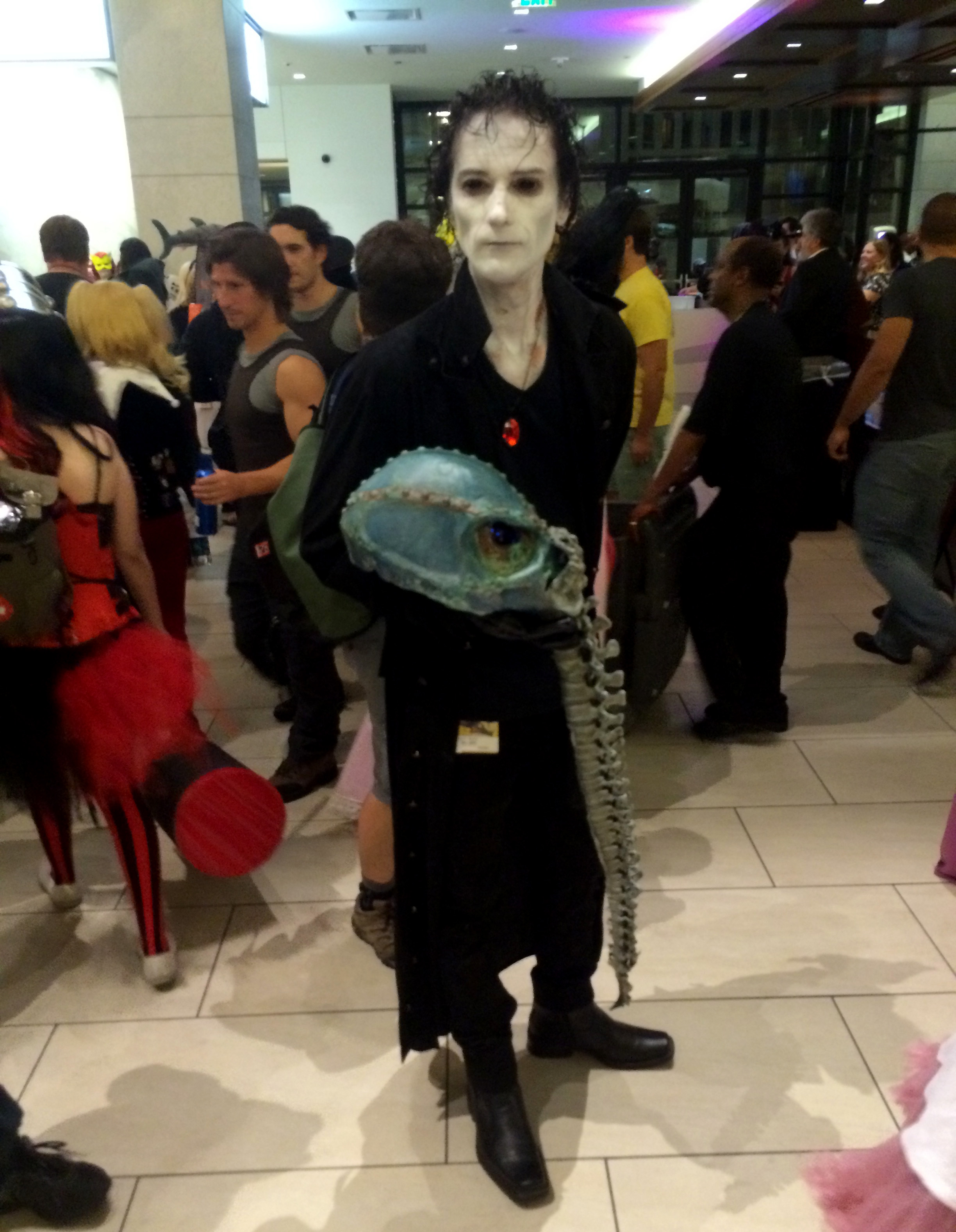
主人公ドリーム（2014年のコスプレ）。手に持っている兜の由来は今作で明らかにされた。

### エンドレス
本シリーズの中心となる「エンドレス（終わりなき者）」は原初的な概念が人の姿を取った存在で、全部で7体の兄弟姉妹である。それぞれ無数の側面を持ち、異なる文化に属する者には異なった名前、異なった姿で知られている。
ドリーム（夢）
主人公。エンドレスの次兄で、夢と物語の具現化である。謹厳で誇り高い一方、掟に縛られた不器用な性格。過去に下した決断によって引き起こされた悲劇を償おうとする。
ドリーム（2代目）
時系列的には未来に当たるオリジナルシリーズの後半で「ドリーム」を襲名する人物。元の黒衣から白一色に変わっている。
デスティニー（運命）
超然とした長兄。宇宙の破滅をただ観察していたが、運命の支配が及ばない夢の帆船の出現に動顛する。
デス（死）
快活で人当たりの良い長姉。悼みながらも死者を連れ去る責務を果たし続ける。
デストラクション（破壊）
出奔して不在の三男。
デザイア（欲望）
双子の片割れ。兄ドリームとはいつからか反目し合う仲になっている。
デスペア（絶望）
双子の片割れ。宇宙の破滅に見惚れ続ける。
デリリウム（譫妄）
幼い末妹。常と変わらず錯乱しながらドリームに貴重な洞察を与える。

### 本作で登場したキャラクター
時
エンドレスたちの父親。通常の時間の流れの外に存在しており、現在の出来事に関心を示さない。息子に対しても冷淡。
夜
エンドレスたちの母親。すべての恒星が消滅して永遠の夜が到来することを望み、息子を手元に留めて愛玩しようとする。
ホープ
「希望」という名を持つ異星人種族の少女。世紀末的な暴乱によって父親を失い、ドリームに救われる。世界の終焉を防ぐ鍵となり、ドリームが人間的に変わり始めるきっかけを作る。

## 制作背景

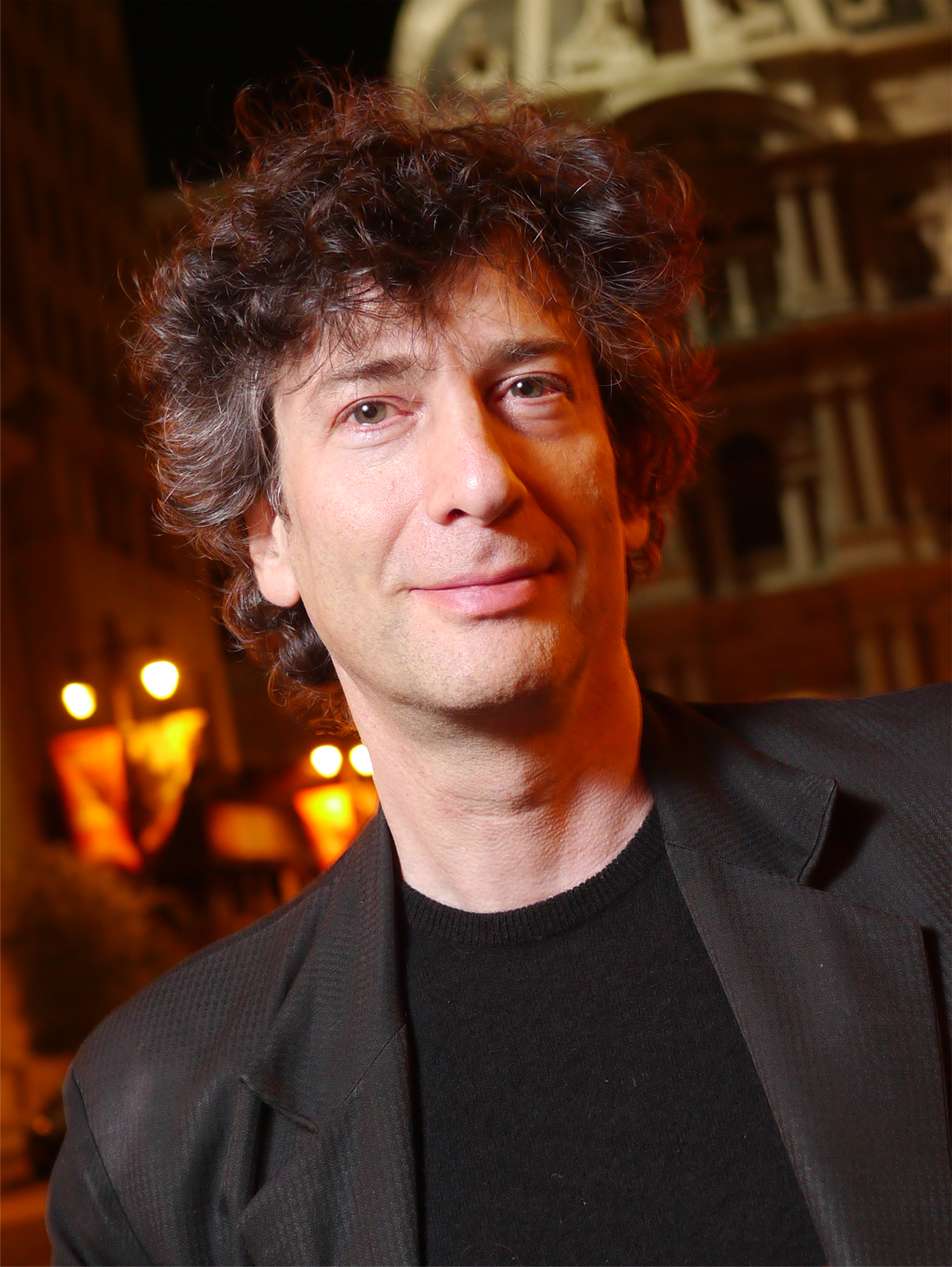
原作者ニール・ゲイマン（2013年）。

### 刊行の経緯
本作は1988年から1995年にかけてDCコミックスから刊行されたコミックブックシリーズ『サンドマン』（→The Sandman）の前日譚である。オリジナルシリーズはファンタジーやホラー、神話、古典文学などの要素を組み合わせた現代的な物語で、狭いファンダムにとどまらない大ヒットとなり、男性向けのスーパーヒーロー作品が中心だった米国コミックの読者層を拡げた名作として知られている。コミック界に文学的な尖った作品の需要を生み出しただけでなく、世界幻想文学大賞を受賞するなど、ファンタジー創作一般にも影響を与えている。原作者ニール・ゲイマンはこの作品によってスター作家に上り詰め、小説や映像作品へと活動の場を広げてそちらでも高く評価されていった。
ストーリーを語り切ったというゲイマンの強い意志により、『サンドマン』は75号で完結した。当時のコミック出版社が作者の意向に従って人気シリーズを終了させるのは異例のことだった。しかしゲイマンは本編に収まり切らなかったエピソードの構想を持っており、『サンドマン』刊行20周年を期にリミテッドシリーズ（号数限定の定期刊行シリーズ）を出すことをDCに持ち掛けた。グラフィックノベル（書き下ろしコミック書籍）が一般化した時代に敢えて定期刊行のコミックブックという形式を選んだのは、先の見えないクリフハンガーが提示されて次号を待つ感覚を現代の読者にも感じてほしかったためだという。仮題は SANDMAN ZERO とされていた。DC社内での紆余曲折を経て、25周年の2013年に、全6号の隔月刊誌として The Sandman: Overture が発刊された。ただし刊行スケジュールは遅れ、完結までに予定の倍の2年間を費やすことになる。このころ売れ行きが不振だった成人向けレーベル「ヴァーティゴ」再編の目玉となる作品でもあり、テレビCMを放映したり、ニューヨーク・タイムズスクエアにビルボード広告を表示したり、コミック小売店に対して宣伝費を援助するなどの販促活動が行われた。
それ以前の2004年にスピンオフ短編集 The Sandman: Endless Nights も出ていたが、Overture は本編ストーリーを補完する長編の新作として大きな注目を浴びた。刊行の2013年には世界最大のコミックイベントであるサンディエゴ・コミコンで公式ガイドブックの表紙に取り上げられている。1980年代から当時まで読み継がれている人気作に新章を加えるのは作者ゲイマンにとってプレッシャーであり、批判的なファンに過去作と比較されることを意識せざるを得なかった。しかし、新しいタイプのストーリーに挑み続けて毀誉褒貶を受けたのはオリジナルシリーズも同じだった。自分の中から当時の感覚が失われたのではないかとも恐れていたが、実際にはそんなことはなく、キャラクターは自然に動いてくれたという。
作画を担当したJ・H・ウィリアムズIIIにとっても、思い入れのある作品に自身のスタイルを持ち込むのはプレッシャーだった。1980年代後半、高校を卒業した直後だったウィリアムズは従来のヒーローコミックと異なる個性的な作品の潮流に夢中になっており、『サンドマン』も発刊と同時に愛読していた。猫の世界が夢を通じて人間の世界に上書きされる短編エピソード "A Dream of a Thousand Cats"（第18号）は特に琴線に触れた。コンベンションで面識がなかったゲイマンと行き会い、強引に話しかけて共作を直訴したこともある。
プロデビュー後のウィリアムズは巧妙な実験的コマ割りで知られるようになった。ゲイマンは『プロメテア』（アラン・ムーアとの共作）で初めてウィリアムズの作画に触れ、ページを切り貼りしてメビウスの輪を作りそれに沿って読んでいく趣向の大ゴマに驚嘆させられたという。その後ウィリアムズはDCコミックスの『バットウーマン』誌に起用され、絵具塗りからリーニュ・クレール（すっきりした線画）までの多彩な画風や、象徴的図像を用いた奔放な見開きのページデザインで高く評価された。画材やスタイルを縦横に使い分けるウィリアムズの作風は、本作でも複数の異なる世界の視点を表すのに活用されている。

### 共作過程
作者らは密にコミュニケーションを取りながら制作を進めた。まずストーリーの大筋や雰囲気を共有した後に、ウィリアムズが描きたいモチーフをリスト化し、それを踏まえてゲイマンがスクリプト（脚本）を構成した。リストに載っていた中でも「猫」は大きな役割を与えられることになった。ウィリアムズによるとゲイマンは、作品から受けていた印象と同じく、はじめの構想を守るのではなく執筆しながら物語を探り当てていく原作者だった。ウィリアムズ自身もひらめきを重視するタイプで、得意の見開きレイアウトを思いつくと指定されたコマ割りから変更することがあった。ゲイマンにその許可を求めるときみのやり方でやったらいい。信頼してると返されたという。ゲイマンは「花になった主人公ドリーム」のように自分ではどう描くか見当もつかないような画題をウィリアムズに要求するのを楽しんでおり、結果には常に満足させられたと語っている。本作の構図については「30パーセントが自分、70パーセントがウィリアムズによる」という。
作画作業はインク画にグレートーンの塗りやウォッシュで水彩画風の濃淡をつけるところまでをウィリアムズが行った。一部の特殊な光のイフェクトを除けばアナログ技法のみで描いていた。「光から作られた都市」のシーンなどは、建造物のディテールと非物質的な質感を両立させるため、輪郭線を入れず鉛筆画と濃淡だけで極力柔らかく仕上げたという。その後、9か年にわたってアイズナー賞を受賞しているカラーリストのデイヴ・スチュワートがデジタルで着彩を行った。再現したい絵柄によってはウィリアムズ自身が適切なメディウムを使って手で色を塗ることもあった。作画のクォリティを維持するため原稿は週に2ページから2ページ半しか生産できず、刊行の遅延を招くことになった。
シリーズを通して特徴的な自作フォントを提供してきたレタラー（レタリング担当）のトッド・クラインは、今作までにデジタル環境に移ったため半透明フォント（Special Edition 版でのみ使われた）のような新しい試みを行い始めた。シリーズの表紙画を手掛けるデイヴ・マッキーンもまた旧作の刊行中にアナログからデジタルへの移項を経ており、今作ではそれらの両立をテーマにした。例として第5号の表紙には、写真とデジタルアート、ペイントアート、中国紙のテクスチャや自然物を組み合わせたアナログのミクストメディア作品が用いられている。

### 日本語版
「サンドマン」オリジナルシリーズは1998年に日本語に翻訳された。しかし版元インターブックスによると作品や作者の知名度が低かったため売れ行きが伸びず、一部の巻が出たのみで途絶した。その後20年以上を経て、Amazon AudibleのオーディオドラマやNetflixの実写化によって日本でも露出が増えたことを受けて復刊が始まった。シリーズ第一弾として本作が『サンドマン 序曲』の題で本編より先に刊行された（2023年4月11日）。The Sandman: Overture 30th Anniversary Edition（2019年版）を底本としており、翻訳は柳下毅一郎が手掛けた。

## 作風

### ジャンル
オリジナルシリーズはダークファンタジーやハイファンタジー、歴史のように幅広いジャンルにわたる作品だったが、純粋なSFは未開拓であった。本作では壮大なスペースオペラが試みられている。コミック研究団体セクアートのスチュアート・ウォレンは『ドクター・フー』的な思考実験が散りばめられた、無秩序に連なる銀河を舞台にしたサイエンス・ファンタジーと評している。1970年代に流行した「コスミックな」コミック作品へのオマージュという方向性はゲイマンとウィリアムズがアイディアを交換する中で生まれたものだった。本作はまたDCユニバース（DC作品共通の物語世界）内の出来事でもあり、「生ける惑星モゴ」や「スペース・ケイナイン・パトロール・エージェンツ」（宇宙犬のヒーローチーム）のようなDC社のマイナーなSFキャラクターが登場している。

### テーマ
本作ではオリジナルシリーズで提示されていた謎のいくつかが解き明かされ、作中人物や過去の出来事に新しい光が当てられている。前日譚とはいえ時系列に従って最初に読むよう意図された作品ではなく、設定や人物の説明は省かれている。ゲイマンは旧作を読み通してから Overture に進み、その後最初に戻って読み返すことを勧めている。本作によってメビウスの輪のように結末が冒頭につながり、別の見方で物語を再体験できるような構成になっているのだという。
主人公ドリームのキャラクターは本作で掘り下げられている。オリジナルシリーズはドリームが数十年にわたって虜囚の屈辱を味わった後に解放されるのが物語の起点となっていた。その経験を経て、潔癖で凝り固まった性格だったドリームが変わっていくというのが作品の根幹だった。作者ゲイマンは、本作でエンドレスの両親を登場させたことで、ドリームの性格がどのように形成されたか理解できるようになったと述べている。作家キャスリン・ヒュームによれば、過去作でドリームが恋人に心を開けず息子にも冷淡な態度を取っていたのは両親との関係に端を発していたことが読み取れるという。そのドリームが変わり始めるきっかけもまた本作の中で描かれている。
Tor.comのライターであるリーア・シュネルバッハは、「サンドマン」全体を貫くテーマが人は変わることができるのか？『死』というものをどう受け入れるか？運命は存在するのか？といった問いかけと、「物語」がそこで果たす役割だと述べている。シュネルバッハによるとシリーズの中でも Overture では、「責任」や自らの選択によって自分自身を形作っていくこと、死の不可避性、運命の冷厳さといった要素がユーモアや軽さで和らげられることなくストレートに表現されている。スチュアート・ウォレンはゲイマンの小説作品に見られる楽天性が本作には欠けていると述べ、主人公が自ら悲劇に近づいていく正シリーズの重いテーマが引き継がれているとした。ナタリー・フィリップスもまた、オペラの冒頭で演奏される序曲を意味する "Overture" という題が、物語の始まりだけでなく、避けがたく訪れる終幕を暗示していると書いている。ジェニファー・チェンはシリーズの大きなテーマであった「自由意志と運命のせめぎ合い」「慈悲と卑怯、あるいは勇敢と残酷の間」が再訪されているとした。

### 作画
ウィリアムズの作風通りページデザインは多彩で、賑やかにひしめくコラージュがあれば余白が主体のページもあり、4ページにわたる折り込み式の見開きもある。
ウィリアムズは原作スクリプトからニュアンスや隠れた象徴性を読み取り、それを最大に増幅するようなビジュアルモチーフを模索するのが自分のやり方だと語っている。また今作で初めて「サンドマン」に触れる読者を意識して、単に旧シリーズを思い出させるだけでなく、何も知らなくても先の展開を予兆させるような図像を描くことを自身への課題としていた。犠牲者を食べることに執着している殺人鬼「コリント人」が登場するページは一例で、コマが人の歯の形をしており歯茎に囲まれている。象徴的な枠線を用いた演出法はほかにも色々な場所で使われている。主人公が旅の途中で運命の三女神と言葉を交わすページは開かれた手のようにレイアウトされ、手相を読むのに用いられる掌線が枠線の役割を担っている。
絵柄やスタイルはシチュエーションに応じて使い分けられている。キャスリン・ヒュームによると、本作ではキャラクターの心理がプロットやセリフではなく絵柄やカラーパレットのバリエーションを通じて表現されている。ヒュームはそのような手法が一般的なグラフィックノベルのみならずゲイマンやウィリアムズの過去作にも見られない本作の特徴だと書いている。無数の異なる世界に属するキャラクターたちが集う場面では、セリフもない一コマ限りの描写でそれぞれの背景の違いが想像できるように、ジャック・カービーやセルジオ・トッピ、あるいはパブロ・ピカソやグスタフ・クリムトのような画家をオマージュした多様な絵柄が用いられた。通常の時間の流れの外にある異空間を描写するに当たっては、単線的な時間が存在しないことを表現するため、コマ漫画の文法を意図的に崩した流れるようなレイアウトが試みられた。さらにピーター・マックスのスタイルを真似た極彩色のフラットなカラーリングによって現実離れしたサイケデリックな感覚が加えられている。

## 受容

### 売上
2013年10月に発刊された Overture は、北米のコミック専門店をほぼ独占的にカバーする取次会社であるダイアモンド・コミック・ディストリビューターズのコミックブック月間販売数ランキングにおいて第8位を占めた。同月の売上高でDCコミックスが競合会社マーベル・コミックスを上回ったのにはそれが寄与していた。第1号の単号売上高は同年の全タイトル中25位だった。
2015年11月に書籍化された The Sandman: Overture Deluxe Edition ハードカバー版はダイアモンドによるコミック専門店の月間ランキングで単行本部門の首位となり、ニールセン・ブックスキャンの調査による総合書店の売上データでは成人向けグラフィックノベル部門の月間第2位だった。

### 批評
ウェブメディアIGNは本作が単に旧作のプロットを補完したりファンサービスを行うだけの作品ではなく、「サンドマン」という名作シリーズの中でももっとも野心的なベスト級の一編だと評した。また全編を通して、ゲイマンの完成されたセリフやナレーションが本作に失われた童話のような感触を与えているとした。ニューヨーク・ジャーナル・オブ・ブックスやTor.comも、本作がノスタルジーに陥ることなく、旧作の繊細な語り口を保ちながら新しい読書体験を作り出していると評している。
一方『コミックス・ジャーナル』のレビューは批判的で、格調高い文章が「衒学的」に感じられるのに加えて、隅々まで制作者の意図がはたらいた作画が逆に作品への没入を妨げていると主張した。読者の中に謎と驚きが生まれることがなくなり、「サンドマン」シリーズが持っていたロマン主義的な想像力が失われているのだという。Tor.comの評者リーア・シュネルバッハも、本作によってシリーズ全体のプロットに一本の筋が通されたことで、テーマ的な完成度は高まったものの余白を味わう感覚がなくなったと指摘している。
ニール・ゲイマンは[J・H・ウィリアムズIII が] メインストリーム・コミックでは前例がないようなことをやっているという周囲の声を引き、原作の陰に隠れることなく作画が評価されて「嬉しい」と述べている。ウィリアムズの絵は「ポップアートのようだ」と呼ばれており、IGNのベンジャミン・ベイリーは、美術作品としての魅力はコミック版の高価な価格設定に見合うものだと書いている。またIGNはウィリアムズの実験精神を称え、夢を題材にした「サンドマン」シリーズにふさわしい夢のような感触を作り出すことにかけては、旧シリーズから定評のある表紙画家デイヴ・マッキーンに並ぶとした。リーア・シュネルバッハは宇宙的なスケール感と内面のモノローグを両立させるコマ割りの手腕や、コマどうしが二つに分かれては互いの中に流れ込み、折り畳まれて重なり合う大胆な手法に言及し、随所に込められた創意を称賛した。クリスチャン・サイエンス・モニター紙はウィリアムズの多彩なスタイルのほか、変化に富んだデイヴ・スチュワートの着彩や、作中に登場する超常存在それぞれに異なったフォントや吹き出しのデザインを割り当てたトッド・クラインのレタリングを高く評価した。

### 受賞
2015年、J・H・ウィリアムズIIIが本作の作画に対してアイズナー賞をペインター/マルチメディア作家部門で授与された。同年に単行本がAmazon.comによって同年のコミック/グラフィックノベル作品の単独ベストに選出されたほか、ワシントン・ポスト紙のベストリストに取り上げられた。
2016年、SF界で権威のあるヒューゴー賞をグラフィック・ストーリー部門で受賞した。ただし、本作のノミネートがサッド・パピーズやラビッド・パピーズと呼ばれる集団に支持されていたことは論議の種となった。これらの団体は数年前から「SF界がリベラルに牛耳られている」と主張しており、保守的な作品を候補作に送り込む組織票キャンペーンを行っていた。本選当票ではそれへの抗議としての棄権票が最多を占める部門さえ続出していた。ゲイマンは受賞スピーチでそれらの団体を批判し、「候補を辞退しようかとも思ったが、それすらパピーズへの過大評価だ」と述べた。

## 書誌情報

### コミックブックシリーズ
The Sandman: Overture
全6号。2013年12月–2015年11月。いずれの号も表紙違いの版が存在する。
The Sandman: Overture Special Edition
全6号。2014年1月–2015年12月。制作者インタビューなどの特典を収録した版。

### 単行本
The Sandman: Overture Deluxe Edition
2015年刊（ISBN 978-1-401248-96-3）。
The Sandman: Overture
2016年刊（ISBN 978-1-401265-19-9）。
The Absolute Sandman: Overture
2018年刊（ISBN 978-1-401280-47-5）。DCコミックスの愛蔵版シリーズ、アブソルート・エディションの一編。コミック版の再録に加えて、全編にわたる着彩前の原画を収録している。2019年にリンゴ賞装丁部門を受賞。
The Sandman: Overture 30th Anniversary Edition
2019年刊（ISBN 978-1-401294-52-6）。
The Sandman: Overture J. H. Williams III Gallery Edition
2020年刊（ISBN 978-1-401291-03-7）。見開き原画をオリジナルのサイズで再現したA3判（12インチ×17インチ）書籍。セリフなしの原画と、セリフを入れた縮小版アートの両方を収録している。
The Sandman: Book Six
2023年刊。シリーズ全作を集録した大判単行本シリーズの第6巻で、本作のほか中編 The Sandman: The Dream Hunters などのスピンオフ作品が含まれている。

### 日本語版
『サンドマン 序曲』
2023年4月11日（ISBN 978-4-924914-81-0）、インターブックス刊。柳下毅一郎訳。